# Marc Verdier
 (mars 2024).
Si vous disposez d'ouvrages ou d'articles de référence ou si vous connaissez des sites web de qualité traitant du thème abordé ici, merci de compléter l'article en donnant les références utiles à sa vérifiabilité et en les liant à la section « Notes et références ».
Le lieutenant Marc Verdier, issu d'une famille protestante d'industriels du textile, de Nanteuil-les-Meaux (Seine-et-Marne), né le 24 août 1916 à Paris et mort dans un accident d'avion survenu le 22 septembre 1944 à  Insterburg (Prusse Orientale), est un aviateur français qui se battit durant la Seconde Guerre mondiale.

## Biographie
Il s'engage dans l'Armée de l'Air le 22 octobre 1936 et reste jusqu'au 1 octobre 1938. Il passe par les Elèves Officiers de Réserve et se réengage le 21 mars 1939 pour être finalement mis en congés d'armistice le 1 septembre 1940, ayant été nommé Lieutenant le 15 mai 1940.
C'est en apprenant la mort de son cousin Bernard Louchet, que Marc Verdier s'engage dans le Régiment de Chasse Normandie-Niémen. Ce garçon, mort le 27 juin 1942, abattu en combat aérien au dessus du village de Fuka en Egypte, cousin germain de Marc, et ingénieur de formation, s'engagea très tôt dans les Forces aériennes françaises libres au Moyen Orient rejointes après une héroïque traversée du Sahara à dos de chameau à partir de l'Afrique noire.
Le 10 juin 1943, Marc Verdier quitte Paris pour rejoindre Lourdes. Le 22 juin, il quitte Lourdes et franchit la frontière Espagnole. Pris par les carabiniers, il est interné durant 2 mois et emprisonné au camp de Miranda. Le 19 août 1943, il embarque sur un navire français, le "Gouverneur General Laperrine" et débarque à Casablanca le 22 août 1943. Il rejoint Alger, puis retourne en Ecole de Pilotage à Marrakech.
Il se porte volontaire pour le front de l'Est et arrive à Moscou le 30 décembre 1943 pour rejoindre ses camarades du Régiment "Normandie-Niemen" à Toula le 7 janvier 1944. Il est affecté à la 2eme Escadrille "Le Havre". Le 22 septembre 1944, à 7 heures 05, il décolle pour une patrouille avec Robert Delin. Après avoir reconnu des terrains, Verdier veut attaquer une locomotive sur la voie ferrée. Delin vire pour se placer dans l'axe de la voie. Il redresse son piqué au ras des arbres, fait une chandelle de 2000 mètres et ne voit plus Verdier. Celui-ci a disparu, ayant certainement percuté le sol.
Le Lieutenant Marc Verdier avait deux victoires probables à son actif.

## Distinctions
- Chevalier de l'Ordre national de la Légion d'honneur
- Croix de guerre 1939-1945
- Ordre de la Guerre patriotique (URSS)

## Hommages
- La commune de Poigny-la-forêt (Yvelines) a érigé une stèle[4] en hommage à la mémoire de Marc Verdier.
- Une rue de la commune de Pont-Sainte-Marie (Aube) porte son nom, en souvenir de la période où il dirigea une usine appartenant à la famille Verdier.
- Une colonne fut édifiée dans le cimetière de Nanteuil-les-Meaux (Seine-et-Marne), surplombée d'une flamme, symbole de l'âme, sur la concession de la famille Verdier en souvenir des actions de Marc Verdier et de celles de ses oncles Louis Verdier-Fauvety[5] pilote à l'Escadrille La Fayette et François de Tessan, député de Seine-et-Marne, résistant mort en déportation à Buchenwald.